# Estación San Juan de Dios (Guadalajara)
San Juan de Dios es la octava estación de la Línea 2 del Tren Ligero de Guadalajara en sentido oriente a poniente, y tercera en sentido opuesto. 
La estación toma su nombre del Barrio San Juan de Dios bajo el cual se encuentra y que representa una importante zona comercial y turística del Centro de Guadalajara. Durante la construcción de ésta, se realizó la obra de la colocación de un sifón en el colector del Río San Juan de Dios, el cual se dice fue un causante de las explosiones del 22 de abril de 1992.
El logotipo representa una vista lateral de la Parroquia de San Juan de Dios, situada frente al mercado en el costado opuesto de la avenida Javier Mina.

## Conexiones

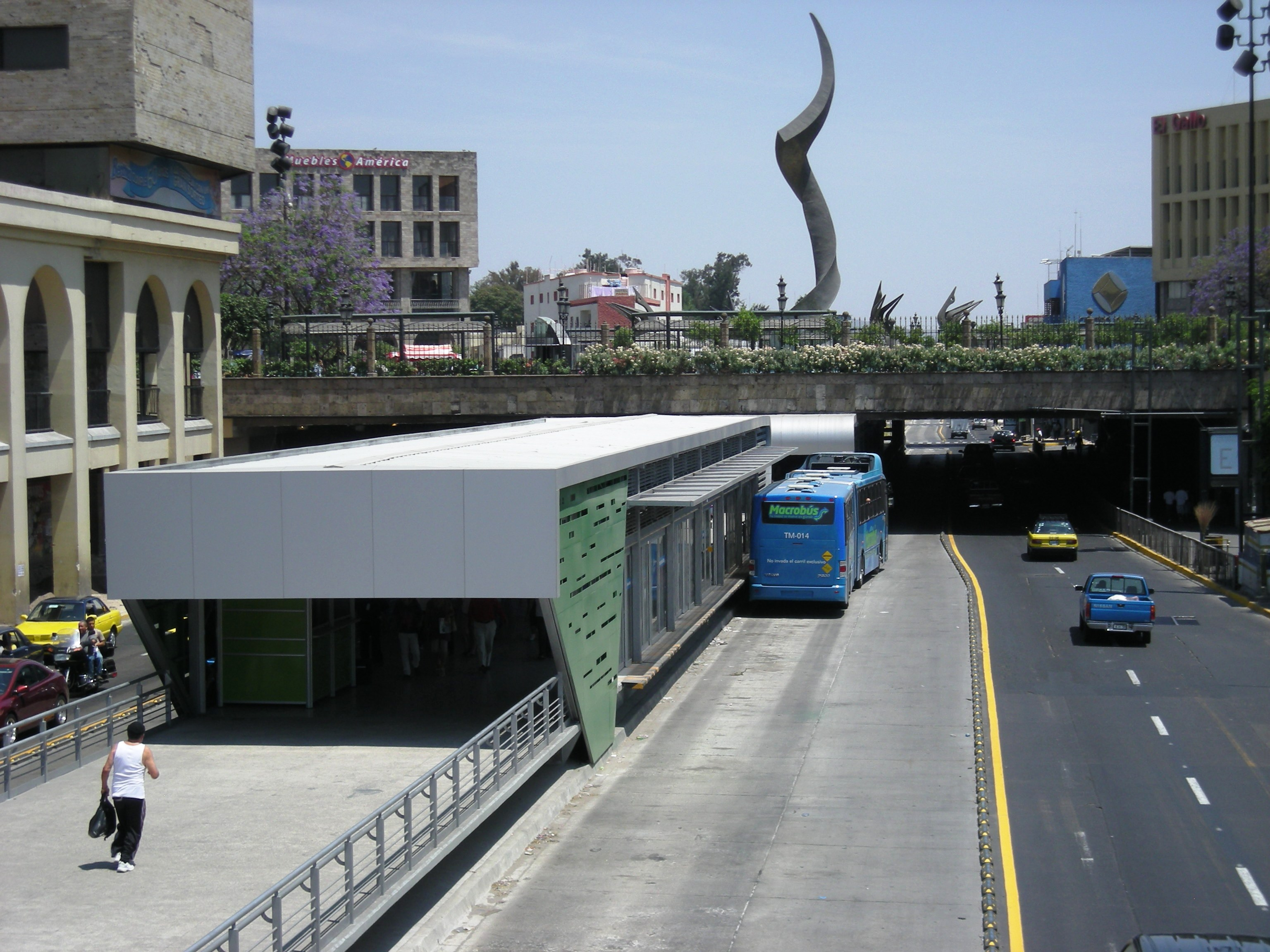
Estación homónima de correspondencia con BRT.

A las afueras de la estación subterránea, en el camellón central de la Calzada Independencia, se encuentra la estación San Juan de Dios del sistema BRT Mi Macro Calzada, con el que tiene correspondencia. Dicha conexión no es libre de cargo (como una correspondencia entre dos estaciones de tren ligero) pero cobra la mitad de la tarifa del pasaje, mediante validadores electrónicos instalados en ambas estaciones.[cita requerida]